# Nisha Ayub
Nisha Ayub, född 5 april 1979 i Malacka, är en malaysisk HBTQ-aktivist. Hon arbetar för transpersoners rättigheter i Malaysia.
År 2000, vid 21 års ålder, dömdes Ayub enligt sharialagar för att "som man burit kvinnliga kläder eller offentligt uppträtt som kvinna" till tre månaders fängelse som avtjänades i ett fängelse för män, där hon utsattes för sexuella trakasserier. Ayub har berättat om sin tid i fängelset: "De bad mig att klä av mig naken inför alla medfångarna. De gjorde narr av mig, eftersom jag inte ser ut så som män och kvinnor brukar se ut.”
Ayub grundade Sister´s for Justice och SEED Foundation för att stötta transpersoner, prostituerade och människor med HIV genom att bevaka deras mänskliga rättigheter och erbjuda juridiskt stöd. En stor del av arbetet ägnas åt att förebygga hatbrott och att stötta dem som drabbats av det. Hon arbetar med att lyfta fram förebilder och utbildar inom frågor som rör sexualitet och könsidentitet.
Ayub tilldelades år 2015 Human Rights Watch pris Alison De Forges för extraordinärt arbete. År 2016 tilldelades Ayub International Women of Courage Award. År 2019 blev Ayub en av kvinnorna på BBC:s "100 women of 2019", för sitt outtröttliga arbete för att försvara transpersoners rättigheter i Malaysia.